# Anagrampuzzel

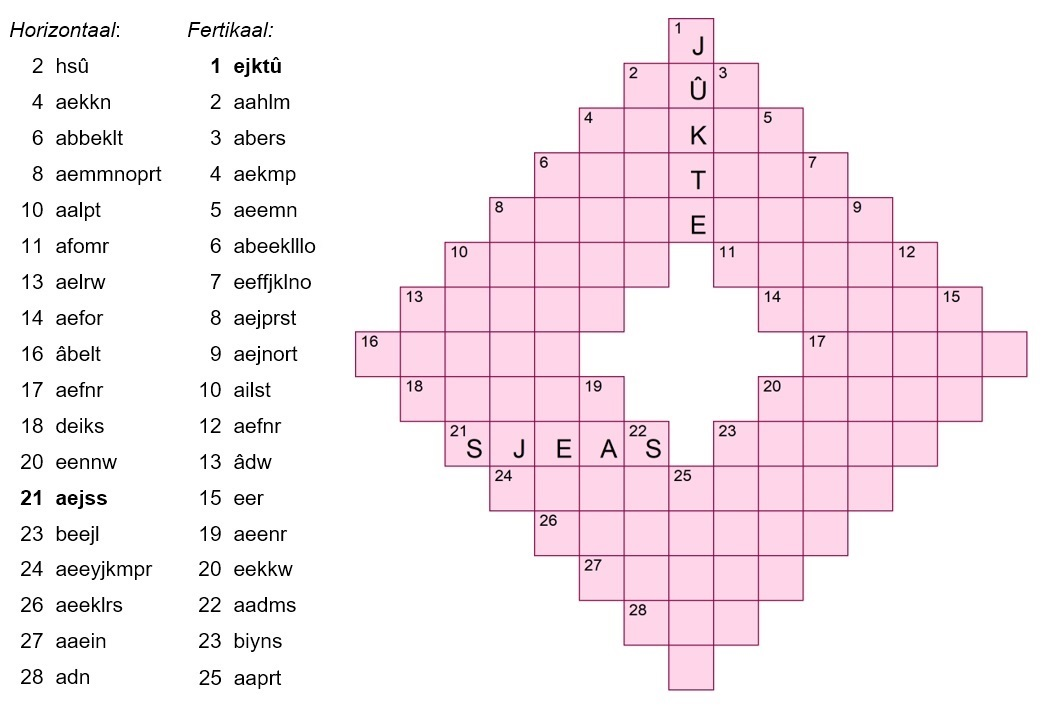
Anagrampuzzel

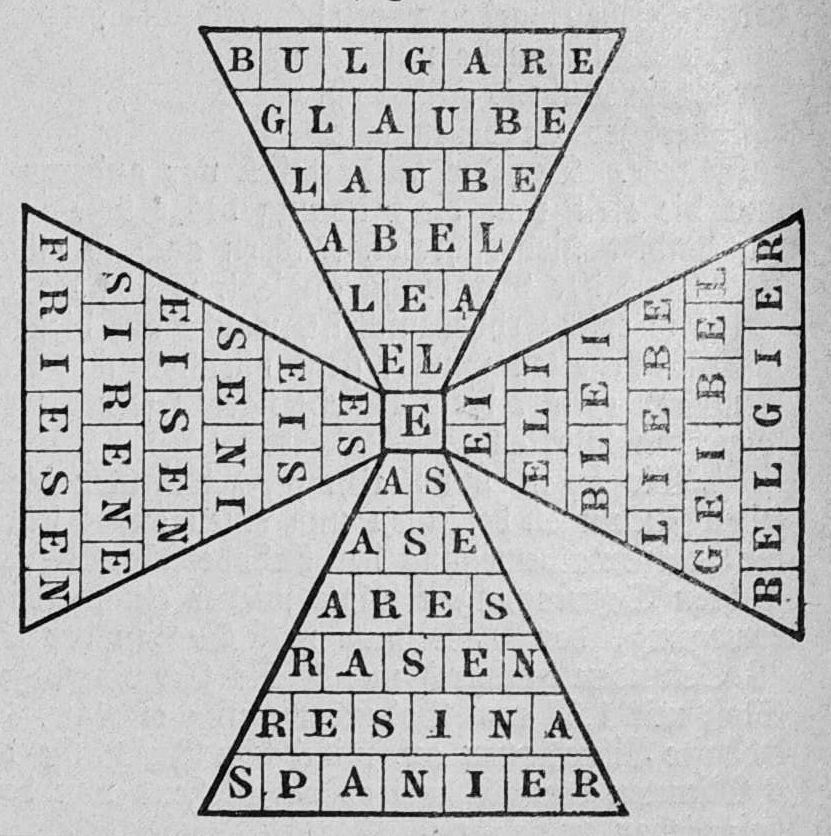
Dubbele zandloperpuzzel
uit Die Gartenlaube (1892)

Een anagrampuzzel is een woordpuzzel waarbij de omschrijvingen bestaan uit de samenstellende letters van het gezochte woord. De samenstellende letters van het gezochte woord staan alfabetisch geordend. Het husselen van de samenstellende letters tot een anagram van de gegeven letters.
Ook de puzzelsoort "Visitekaartjes" is gebaseerd op anagrammen. Na omzetting van de letters blijkt dat P.E. Werkgever - IJlst van beroep wijkverpleegster is.
Anagrammen worden ook vaak gebruikt in omschrijvingen van cryptogrammen.
Ook bij "zandloperpuzzels" worden anagrammen gebruikt. Bij een zandloper bestaat elk volgend woord uit de letters van het voorafgaande woord + of - 1 nieuwe letter. Een variant hierop, de piramidepuzzel werd veel gebruikt in de tv-programma's Topscore en Puzzeltijd.

## Variaties
Diagrammen van anagrampuzzels bestaan vaak uit kruiswoordraadsels maar kunnen ook gecombineerd worden met andere puzzelvormen. Bij een combinatie met filippines staan de omschrijvingen aangegeven als een anagram. Het daaruit te vormen puzzelwoord dient daarna te worden ingevuld in een filippine. Vanuit de ingevulde filippine kan vervolgens de eindoplossing worden gevonden.

## Hulpmiddelen
Als hulpmiddel bij het oplossen van anagrampuzzels bestaan speciale puzzelwoordenboeken met anagrammenlijsten. In deze puzzelwoordenboeken staan anagrammen uit het type arena + droom = moordenaar. Uit twee woorden wordt daarbij een nieuw woord gevormd. Een andere afdeling van deze puzzelwoordenboeken bestaat uit een lijst (die gerubriceerd is op aantallen letters) uit de categorie koelkasten - kaneelstok, kakstoelen.
Ook bestaan er websites en dvd's waar digitaal naar anagrammen kan worden gezocht. Een heel lang anagram ontstaat bijvoorbeeld door doordringingsvermogen + stompneusaap = opvoedingsondersteuningsprogramma. Voor smartphones of tablets zijn hiervoor in de verschillende app-stores ook speciale apps verkrijgbaar.
Aanvulpuzzel
· anagrampuzzel
· citaatpuzzel
· cryptogram
· doorloper
· droedel
· filippine
· hartbrekerpuzzel
· kruiswoordpuzzel
· paardensprong
· paspuzzel
· pentagrampuzzel
· petpuzzel
· rebus
· scrabble
· slashpuzzel
· spiraalpuzzel
· taartpuzzel
· weefpuzzel
· woordritsen
· woordladder
· woordvlechten
· woordworm
· woordzoeker
· wordfeud
· wordle
· wurdian
· Zweedse puzzel